# Newport Bay (Kalifornien)

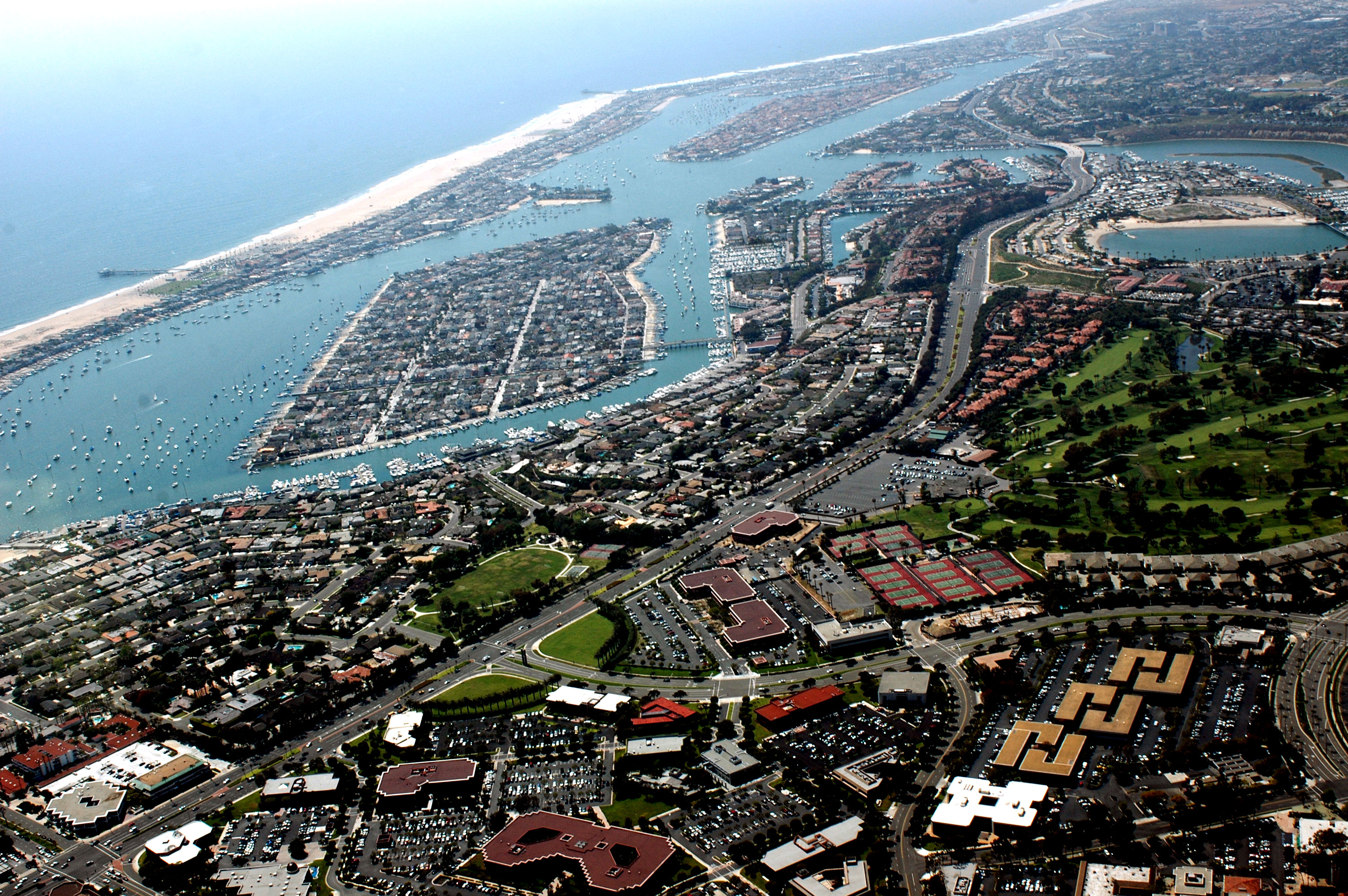
Luftbild der Bucht

Die Newport Bay ist eine Meeresbucht in Newport Beach im US-Bundesstaat Kalifornien, die sich am südlichen Ende zum Pazifischen Ozean öffnet. Sie ist der größere Teil der weiter im Landesinneren gelegenen Upper Newport Bay.
Die Bucht bildet das natürliche Becken für den Newport Harbor, der tausenden Booten einen Ankerplatz bietet. Das Ufer und die Inseln der Newport Bay sind dicht besiedelt. In der Umgebung liegen zahlreiche Sehenswürdigkeiten.

## Geographie

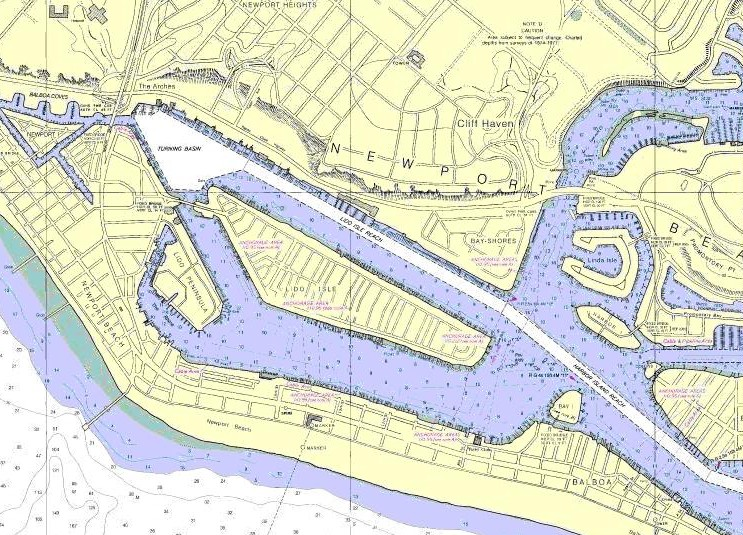
Ausschnitt einer Navigationskarte der Bucht

Vor der Newport Bay breitet sich die vier Meilen (6,5 km) lange Balboa Peninsula schützend vor dem Pazifischen Ozean aus. Am südlichen Ende der Halbinsel befindet sich eine schmale Öffnung zum Meer, die Schiffe auf dem Weg in die Bucht durchqueren müssen. Auf der gegenüberliegenden Seite der Passage erstreckt sich der Corona del Mar State Beach, der zum Schwimmen und Sonnenbaden einlädt.
Inmitten der Bucht liegen mehrere Inseln, die durch Aufschüttungen entstanden und über Straßenbrücken mit dem Festland verbunden sind. Die größte ist die Balboa Island, die auch durch die Balboa Island Ferry zu erreichen ist. Die längliche Lido Isle ragt weit in die Newport Bay hinein.
Am nördlichen Kopfende bildet die Straßenbrücke der California State Route 1 (Pacific Coast Highway) die Trennlinie zur Upper Newport Bay. Der nördliche Teil der Bucht erstreckt sich weiter ins Landesinnere bis zur Stadtgrenze von Irvine. Dort mündet der kanalisierte San Diego Creek in das Gewässer. Anders als der untere Teil der Bucht ist die Upper Newport Bay als Naturschutzgebiet ausgewiesen und ist daher ein Rückzugsgebiet für zahlreiche Tier- und Pflanzenarten.
Die Bucht ist an allen Seiten von dichter Bebauung umgeben. Durch die Wohngebiete verlaufen Wasserstraßen, die an das Kanalsystem in Venedig erinnern. Viele Anwesen verfügen daher über eigene Anlegestellen. In dem Gewässer liegen etwa 9.000 Boote aller Arten vor Anker. Die zehn Yachtclubs der Stadt befinden sich allesamt an der Newport Bay.

## Geschichte
Die Geschichte der Bucht ist eng mit der Entwicklung des Newport Harbors verknüpft.
Aus angespültem Sand entstand nahe der Mündung des Santa Ana Rivers die Balboa Peninsula. Die Halbinsel wuchs bis 1857 auf die Hälfte ihrer heutigen Länge an und begann die Newport Bay zu verdecken. Um 1900 erkannte William S. Collins das touristische Potenzial der Landschaft. Der Geschäftsmann ließ die künstliche Balboa Island aufschütten. 1923 erwarb W. K. Parkinson in der Bucht eine Sandbank, die er in der Folgezeit zur Lido Isle ausbaute.
Ab den 1930er-Jahren wurden Investitionen zur Erweiterung des Newport Harbors getätigt. Am südlichen Ende der Halbinsel entstand eine Mole. Nach einjähriger Bauzeit wurden die Hafenanlagen 1935 eingeweiht. Im Mai 1936 nahm der damalige US-Präsident Franklin D. Roosevelt eine Radiostation in Betrieb.

## Sehenswürdigkeiten
Am Ufer der Bucht befinden sich zahlreiche Sehenswürdigkeiten der Stadt.

### Bauwerke
Der historische Balboa Pavilion steht seit 1906 an der Newport Bay und gilt damit als das älteste erhaltene Gebäude von Newport Beach. Die Holzkonstruktion beherbergt Festsäle und ein Restaurant. Vor dem Gebäude legt das Schnellboot Catalina Flyer ab, das zwischen Newport Beach und Avalon auf Santa Catalina Island verkehrt.

### Freizeit und Erholung
Die Balboa Fun Zone zieht Vergnügung suchende Menschen an. Der Freizeitpark befindet sich seit Mitte der 1930er-Jahre am Hafen in unmittelbarer Nachbarschaft zum Balboa Pavilion. Zu den Attraktionen zählt unter anderem ein altes Riesenrad, das einen weiten Blick über die Bucht ermöglicht.
In unmittelbarer Nachbarschaft liegt das Newport Harbor Nautical Museum. Das 1986 eröffnete Schifffahrtsmuseum informiert über die Geschichte der Seefahrt und stellt maritime Gegenstände aus. An der hauseigenen Anlegestelle haben historische Schiffe festgemacht, darunter auch der Raddampfer Pride of Newport.

## Persönlichkeiten
Seit den 1950er-Jahren ist die Newport Bay ein Anziehungspunkt für bekannte Persönlichkeiten. Besonders Prominente aus dem nahen Hollywood entdeckten die Bucht als Wohnsitz. Zu den Schauspielern, die hier ein Haus besaßen, gehörten John Wayne, Buddy Ebsen, Harry Carey und Nicolas Cage.
Viele Berühmtheiten nutzten die Newport Bay außerdem als Ankerplatz für ihre Boote. Dazu zählten unter anderem James Cagney, John Barrymore, Humphrey Bogart, Lauren Bacall, Betty Davis, Andy Devine, Edgar Bergen, Henry Mancini und Shirley Temple.